# Браун, Джастин (хоккеист)
Джа́стин Ти́моти Бра́ун (англ. Justin Timothy Braun; 10 февраля 1987, Сент-Пол, Миннесота, США) — профессиональный американский хоккеист, защитник.

## Игровая карьера

### Юниорская карьера
С 2002 по 2005 год выступал за хоккейную команду высшей школы Уайт-Бэр-Лейка. В последнем сезоне был капитаном команды. В 2003 и 2005 годах выступал вместе с командой на региональном турнире в штате Миннесота. С 2005 по 2006 год играл в Хоккейной лиге США за «Грин-Бей Гамблерз». Всего провёл за них 72 матча, в которых набрал 13 очков. С 2006 по 2010 год выступал за Массачусетский университет в Амхерсте.

### Карьера в НХЛ
На драфте НХЛ 2007 года был выбран в 7-м раунде под общим 201-м номером командой «Сан-Хосе Шаркс». В конце сезона 2009/10 дебютировал в АХЛ за фарм-клуб «Сан-Хосе Шаркс» — «Вустер Шаркс», проведя 3 матча в регулярном сезоне и 11 в плей-офф.
В сезоне 2010/11 Браун дебютировал в НХЛ 26 ноября 2010 года в матче против «Ванкувер Кэнакс». На следующий день, 27 сентября 2010 года, Браун заработал первые очки в НХЛ в матче против «Эдмонтон Ойлерз», отдав 2 голевые передачи. 2 декабря 2010 года Джастин забил первый гол в НХЛ в матче против «Оттавы Сенаторз» вратарю Паскалю Леклеру. 27 июня 2012 года переподписал с «Сан-Хосе Шаркс» контракт на 3 года на общую сумму $ 3,75 млн. Часть сезона 2012/13, частично приостановленного из-за локаута, провёл в финском клубе «Таппара». 4 октября 2013 года в матче с «Кэнакс» Браун забил свой первый гол с 21 февраля 2012 года, проведя серию из 85 игр без голов. 17 сентября 2014 года подписал пятилетний контракт с «акулами» на общую сумму $ 19 млн. Вместе с «Сан-Хосе Шаркс» в сезоне 2015/16 дошёл до Финала Кубка Стэнли. Всего за «Сан-Хосе Шаркс» провёл 691 матч и набрал 167 очков.
18 июня 2019 года «Сан-Хосе Шаркс» обменяли Брауна в «Филадельфию Флайерз» на 2-й раунд драфта НХЛ 2019 года и 3-й раунд драфта НХЛ 2020 года. 5 октября 2020 года из неожиданного для всех завершения карьеры защитника «Флайерз» Мэтта Нисканена, Джастин переподписал контракт с «Флайерз» на 2 года на общую сумму $ 3,6 млн, несмотря на то, что ранее было объявлено о его уходе на рынок свободных агентов.

## Личная жизнь
Браун женат на Джессике Лысяк, частном поваре и дочери бывшего игрока НХЛ Тома Лысяка. Она участвовала в четвёртом сезоне американской версии телешоу «Мастершеф». В январе 2016 года у них родилась дочь. Также у Джастина есть два брата: Эрик и Брайан.